# Paso del Durazno
Paso del Durazno es una localidad de Argentina en la provincia de Córdoba, repartida entre los departamentos Río Cuarto y Juárez Celman. Se encuentra atravesada por la Ruta Nacional 8, que la vincula al oeste con Río Cuarto y al este con Villa Reducción.
La comuna se creó en 1986, consta de una 15 casas, sin que se registren hogares con necesidades básicas insatisfechas. Cuenta con destacamento policial, escuela y sala de primeros auxilios. La principal actividad económica es la agricultura y ganadería en los campos cercanos.